# SS-Junkerschule

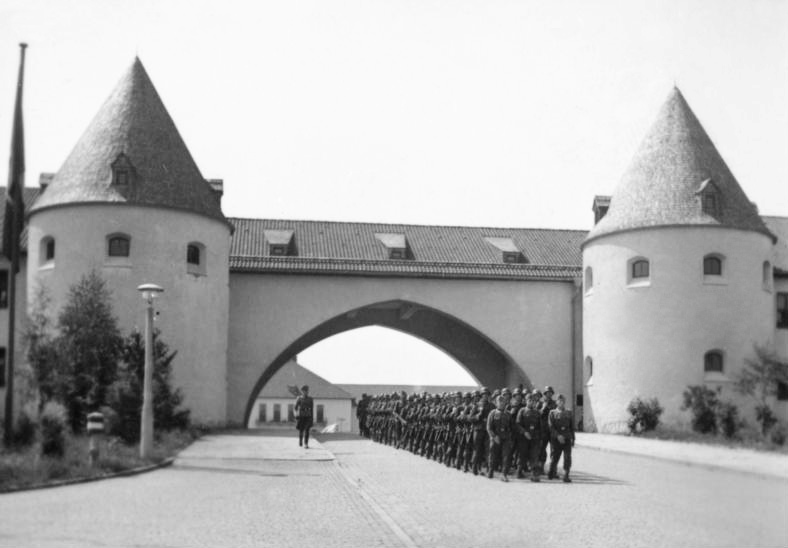
Escuela SS-Junker en Bad Tölz (1942)

Las Escuelas SS-Junker o SS-Junkerschulen fue un término introducido por la Alemania nazi en 1937 para las instalaciones de entrenamiento de liderazgo de las SS establecidas en Bad Tölz y Braunschweig en 1934 y 1935. Se fundaron escuelas adicionales en Klagenfurt y Posen-Treskau en 1943, y Praga en 1944. A diferencia de las "escuelas de guerra" de la Wehrmacht, la admisión a las Escuelas SS-Junker no requirió un diploma de secundaria. La capacitación en estas escuelas proporcionó las bases para el empleo en la Sicherheitspolizei (SiPo, policía de seguridad), Sicherheitsdienst (SD, Servicio de Seguridad) y más tarde para las Waffen-SS. El Reichsführer-SS Heinrich Himmler pretendía que estas escuelas moldeasen a los cadetes para futuros servicios en las filas de oficiales de las SS.

## Historia
Como parte del intento de profesionalizar a sus oficiales, las SS fundaron una "Escuela de Mando" en 1934. La primera fue en la ciudad bávara de Bad Tölz, establecida bajo la dirección del coronel de las SS Paul Lettow. En breve, se fundó una segunda escuela en Braunschweig bajo la dirección del SS-Obersturmführer (más tarde SS-Gruppenführer) Paul Hausser.
En 1937, Himmler rebautizó las Escuelas de Mando a Escuelas SS-Junker en honor a la aristocracia terraniente o Junker que había dominado al ejército prusiano. Al igual que los oficiales Junker del mismo nombre, la mayoría de los cadetes finalmente llevaron a los regimientos de las Waffen-SS al combate. Para cuando comenzó la Segunda Guerra Mundial en Europa, se habían fundado otras Escuelas de Mando de las SS en Klagenfurt, Posen-Treskau y Praga.

## Entrenamiento
Creado para educar y moldear a la próxima generación de líderes dentro de las SS, los cadetes aprendieron a ser oficiales adaptables que pudieran realizar cualquier tarea que se les asignara, ya sea en cuerpo policial, en un campo de concentración, como parte de una unidad de combate o dentro de una organización de las SS. Incluía capacitación administrativa y económica adicional a instancias del SS-Gruppenführer Oswald Pohl y de la Oficina Económica y Administrativa Central de las SS (SS-Wirtschafts-Verwaltungshauptamt). Pohl intentó formar a los futuros oficiales de las SS en gerentes efectivos y eficientes de la industria económica de las SS e insistió en la capacitación complementaria en operaciones corporativas que fueron integradas en el plan de estudios.
También se impartía instrucción militar general sobre logística y planificación, pero gran parte del entrenamiento se concentró en tácticas de unidades pequeñas asociadas con redadas, patrullas y emboscadas. Entrenar a un oficial de las SS llevaba hasta diecinueve meses en total y abarcaba aspectos adicionales como lectura de mapas, tácticas y maniobras militares, educación política, entrenamiento con armas, educación física, ingeniería de combate e incluso mecánica automotriz. Todo esto se proporcionaba a través de diversos grados con instalaciones de entrenamiento basadas en la especialización del cadete.
El adoctrinamiento político e ideológico era parte del plan de estudios para todos los cadetes de las SS, pero no hubo una fusión de aprendizaje académico e instrucción militar como la que se podía encontrar en West Point en los Estados Unidos. En cambio, se enfatizó el entrenamiento de la personalidad, lo que significó que los futuros líderes/oficiales de las SS se formaron por encima de todo por una actitud y una cosmovisión nacionalsocialista. La instrucción en las Escuelas SS-Junker fue diseñada para comunicar un sentido de superioridad racial, una conexión con otros hombres de ideas afines confiables, crueldad y una dureza acorde con el sistema de valores de las SS. durante el entrenamiento, los cadetes eran monitoreados constantemente para asegurarse su "confiabilidad ideológica". Se postula que la fusión de la policía con las SS fue, al menos en parte, el resultado de su asistencia compartida a las Escuelas SS-Junker.